# Ovelhinha
Ovelhinha é uma canção da cantora brasileira Isadora Pompeo, com produção de Hananiel Eduardo, inicialmente planejado como single acabou sendo carregado com outras 3 canções, a cantora se explicou em seu Instagram.
O single homônimo de composição da própria cantora foi lançado nas plataformas digitais em 6 de junho de 2024. As faixas deste EP foram inclusas no álbum "Tetelestai", lançado meses depois.

## Repercussão
No Spotify a canção, homônima rapidamente tomou proporção e já contou com mais de 30 milhões de streams, já no YouTube a canção ficou entre as mais tocadas e em menos de 1 mês já tinha 10 milhões de views.
A canção recebeu o Disco de Platina pela Pro-Música Brasil.

## Videoclipe
"Ovelhinha" recebeu um clipe ao vivo no dia 6 de julho  de 2024, o clipe já conta com quase 50 milhões visualizações no YouTube.

## Lista de faixas
| Streaming e download digital |                        |                |         |  |
| N.º                          | Título                 | Compositor(es) | Duração |  |
| 1.                           | "Ovelhinha"            | Isadora Pompeo | 4:36    |  |
| 2.                           | "Ovelhinha (Playback)" | Isadora Pompeo | 4:36    |  |

## Certificações
| Ano  | Obra                | Certificação |
| ---- | ------------------- | ------------ |
| 2024 | Ovelhinha (Ao Vivo) | 2× Platina   |

## Prêmios e Indicações
| Ano  | Premiação                             | Categoria     | Resultado |
| ---- | ------------------------------------- | ------------- | --------- |
| 2024 | Prêmio Multishow de Música Brasileira | Gospel do Ano | Indicado  |